# Лисельный узел
Ли́сельный у́зел (от нидерл. lijzeil; англ. Studding-Sail Bend) — морской соединяющий надёжный узел. Во времена парусного флота на парусниках «лиселями» называли дополнительные паруса, которые ставили с каждой стороны прямых парусов на особых рангоутных деревьях (лисель-спиртах). Этим узлом лисель пришнуровывали штертами к лисель-рейке. Хорошо затягивается, если завязан на круглых, не имеющих острых углов предметах. По своей структуре лисельный узел — это соединяющий узел, но не штык, однако в соответствии с морской традицией его относят к категории штыков как одно из четырёх исключений из обобщённого понятия «узел».